# ATA over Ethernet
ATA over Ethernet (AoE) — мережевий протокол розроблений компанією Brantley Coile, призначений для високошвидкісного доступу до SATA пристроїв зберігання даних через мережу Ethernet. Це дає можливість за допомогою недорогих, доступних технологій побудувати мережу зберігання даних. Технологія є альтернативою для iSCSI, але з більш вузьким спектром завдань, де вона може використовуватися.
AoE працює на 2 рівні Ethernet. АоЕ не використовує Інтернет-протоколу (IP), він не може бути доступним через Інтернет або інші мережі IP. Виходячи з цього, можна вважати що AoE більш сумісний з Fibre Channel over Ethernet ніж iSCSI. Особливість того, що AoE не доступний через інтернет або інші IP-мережі, робить його менш ресурсоємним (маленьке навантаження на хост), легким до впровадження, представляє якийсь рівень захисту, і більшу продуктивність.
Можна сприймати ATA over Ethernet як спосіб замінити IDE-кабель мережею Ethernet.
Замість того, щоб покладатися на TCP/IP, AoE покладається на можливості сучасних комутаторів, у яких не буває колізій, є можливість управління потоком і постійно зростає продуктивність. У локальній мережі зберігається послідовність пакетів і для кожного пакета мережевим обладнанням вираховується контрольна сума.